# Liceu Robert-Schuman

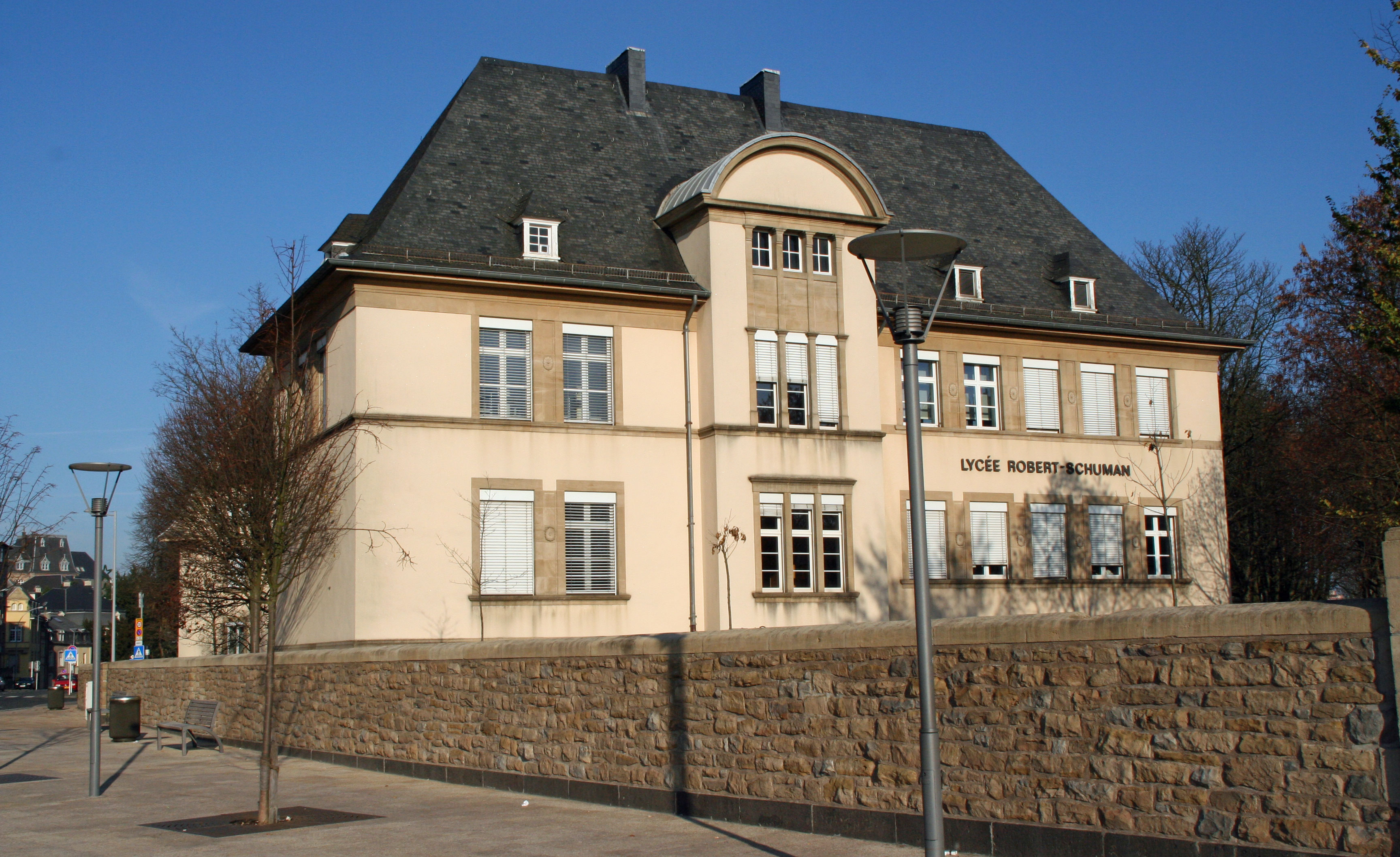

O Liceu Robert-Schumann é uma escola localizada em Limpertsberg, na Cidade de Luxemburgo. Foi nomeada a partir do político Robert Schuman.